# لئونارد اشپیگل گاس
لئونارد اشپیگل گاس (۲۶ نوامبر ۱۹۰۸ - ۱۵ فوریه ۱۹۸۵) تهیه‌کننده و فیلم نامه‌نویس آمریکایی متولد بروکلین، نیویورک است. اولین فیلم نامه را برای فیلم سلام خواهر به کارگردانی اریش فون اشتروهایم در سال ۱۹۳۳ ساخت. ولی در سال ۱۹۴۲ فیلم نامه خیابان بزرگ، در سال ۱۹۴۹ من عروس نر جنگ بودم، در سال ۱۹۵۷ ده هزار تخت خواب، و در سال ۱۹۶۲ کولی را نوشت. وی در سال ۱۹۳۸ در یونیورسال استودیوز به کار مشغول شد. او سرهنگ ارتش آمریکا نیز بود. اشپیگل گاس برای ۱۱ فیلم که یکی از جایزه‌های اسکار را برده بودند فیلم نامه نوشت، و برای فیلم خیابان راز نیز نامزد دریافت اسکار شد. خواهر وی بویلا راث نویسنده سخنرانی‌های فرانکلین دلانو روزولت و آدالی استیونسن بود. اشپیگل گاس در سال ۱۹۸۵ در لس آنجلس درگذشت.